# Diretor financeiro
O diretor financeiro, chefe do setor financeiro ou CFO (em inglês) é o responsável pela administração dos riscos financeiros de um negócio. Esse executivo é também responsável pelo planejamento financeiro da empresa.
Tecnicamente o CEO (chief executive officer) é o seu superior, pois, na prática, quem manda no dinheiro manda na empresa. Apesar de estar abaixo do CEO, o CFO tem total autonomia para liberar ou vetar projetos, já que os mesmos precisam de recursos financeiros para se tornarem realidades. Os projetos podem ser muito bons, mas o CFO precisa enxergar agradáveis e rápidos retornos sobre os investimentos para que estes sejam executados.
É considerado um dos executivos mais importantes da empresa, pois cuida do planejamento financeiro, domina a gestão do capital de giro, analisa investimentos, acompanha os desvios de budget e os recoloca na direção correta, interage com todas as áreas inclusive com a comercial.

## CFO virtual
CFO virtual é a abreviatura de virtual chief financial officer. Outro termo é CFO a tempo parcial. Um CFO virtual é um prestador de serviços terceirizado que oferece assistência de alta competência nas necessidades financeiras de uma organização, tal como um diretor financeiro virtual faz para grandes organizações. Um CFO virtual pode ser uma única pessoa ou uma entidade.